# Userhat

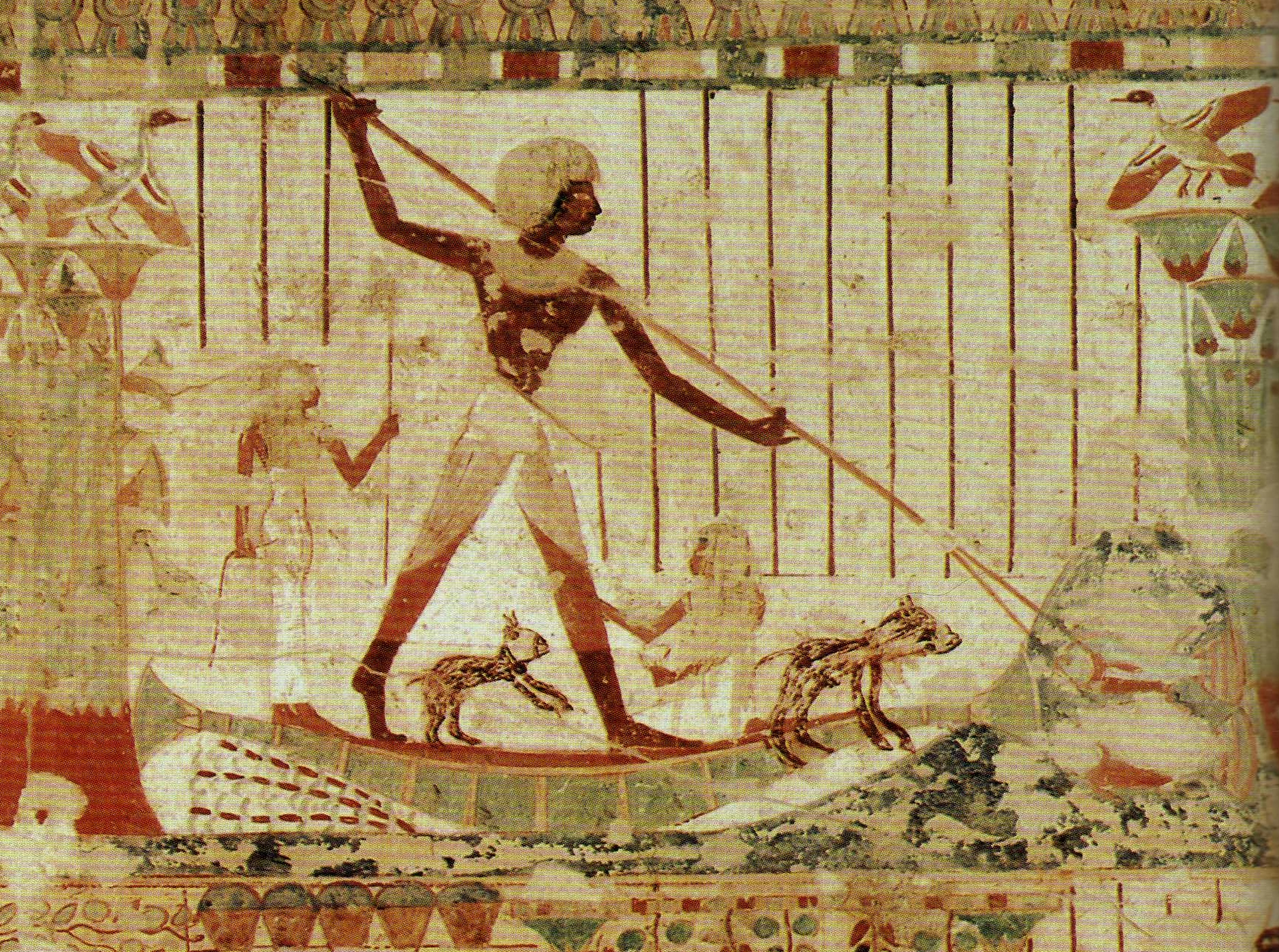
Userhat amb la seva família i dos gats en una barca, pescant amb un arpó. Tomba tebana TT56.

Userhat va ser un escriba de l'Antic Egipte que va viure i va treballar a Tebes durant el regnat d'Amenofis II. Durant la seva infància, s'havia criat com a nen de la guarderia real (nen de Kep), per la qual cosa és probable que arribés a ser un amic proper del rei.
Comptava amb els títols de "gran confident del senyor de les dues terres", "supervisor dels ramats d'Amon" i "substitut del primer herald" i la seva funció més important era la de "comptable del pa", en concret, "escriba del cens del pa de l'Alt i Baix Egipte", però, no obstant això, la majoria de les vegades es referia a si mateix només com "escriba". Estava casat amb Mutneferet que portava el títol de "ornament real", que es corresponia amb "dama d'honor". Va tenir un fill, Usi, que apareix representat com a sacerdot sem en la seva tomba i dues filles, Henut-Neferet i Nebet-Tauy.
La seva tomba, la TT56 està situada als peus del pujol de Sheikh Abd al-Gurnah, i forma part de la Necròpolis tebana, en la riba oest del Nil. Per la qualitat, composició i colorit de les seves pintures, és considerada com una de les millors tombes no reals de l'Imperi Nou.
Userhat portava el mateix nom que la barca processional del déu Amon del temple de Karnak.